# هاین هلده
هاین هلده (استونیایی: Hain Helde؛ زادهٔ ۲۱ مارس ۱۹۷۲) قایقران کانو اهل استونی بود.
وی در بازی‌های المپیک تابستانی ۱۹۹۶ و بازی‌های المپیک تابستانی ۲۰۰۰ شرکت کرده‌است.